# Municipio de Santa Catarina Cuixtla
El municipio de Santa Catarina Cuixtla es uno de los 570 municipios del estado mexicano de Oaxaca. Su cabecera es la localidad de Santa Catarina Cuixtla.

## Geografía
El municipio de Santa Catarina Cuixtla colinda al norte con el municipio de Monjas, al oeste con el municipio de Santa Cruz Xitla, y al sur y al este  con el municipio de Miahuatlán de Porfirio Díaz.

## Localidades
El municipio de Santa Catarina Cuixtla cuenta con cuatro localidades.
| Localidad              | Población (2020) |
| ---------------------- | ---------------- |
| Santa Catarina Cuixtla | 1392             |
| El Geche               | 37               |
| Los Pinos              | 34               |
| El Sabino              | 32               |

## Gobierno
El municipio de Santa Catarina Cuixtla se rige mediante el sistema de usos y costumbres.
| Presidente municipal        | Periodo   |
| --------------------------- | --------- |
| Andrés Luna Jiménez         | 1999-2001 |
| Jorge Raymundo Ruíz Ruíz    | 2002-2004 |
| Domingo Emigdio Cruz        | 2005-2007 |
| Rigoberto Gonzalo Borja     | 2008-2010 |
| Erasto Abelino Cortés Reyes | 2011-2013 |
| Bardomiano Miguel Jiménez   | 2013-2016 |
| Usiel Misael Olivera Ruíz   | 2017-2019 |
| Gabino Constantino Jiménez  | 2020-2022 |
| Ramón Esteban López Jiménez | 2023-2025 |